# Presidente da Venezuela
O Presidente da Venezuela, oficialmente conhecido como Presidente da República Bolivariana da Venezuela (em castelhano:  Presidente de la República Bolivariana de Venezuela) e também denominado como Presidente da República, é o chefe de Estado e de Governo eleito pelo povo no sistema presidencialista da Venezuela. O presidente assegura o cumprimento do Poder Executivo do país e é o comandante em chefe das Forças Armadas. O atual mandato presidencial é de seis anos, com a aprovação da Constituição de 1999, e a reeleição é ilimitada desde 2009.
O cargo de Presidente já existia desde 1811, quando a Venezuela declarou sua independência da coroa espanhola; o primeiro presidente a ocupar o cargo foi Cristóbal Mendoza em 1811. De 1821 até o ano de 1830, a Venezuela era um Estado-membro da Grã-Colômbia, e o Poder Executivo venezuelano foi absorvido pelo governo da Colômbia em Bogotá. Quando o Estado da Venezuela se tornou independente da coligação, o cargo de presidente da República foi restaurado sob o comando de José Antonio Páez. Todos os chefes de Estado da Venezuela desde então já detiveram o título de presidente.
Nicolás Maduro, do Partido Socialista Unido da Venezuela, é presidente do país desde 6 de março de 2013, tendo ocupado o cargo de presidente interino e depois eleito nas eleições presidenciais do mesmo ano. Desde janeiro de 2017, no entanto, o Parlamento não reconhece Nicolás Maduro como presidente, e a oposição o considera ditador. A Organização dos Estados Americanos não reconheceu o segundo mandato de Maduro como presidente, pedindo que transfira o poder para a Assembleia Nacional até a realização de novas eleições.
O Presidente da Assembleia Nacional, Juan Guaidó, então manifestou sua determinação de substituir o presidente da Venezuela no dia 11 de janeiro de 2019 segundo os artigos 233, 333, e 350 da Constituição.

## Poderes
Como uma república autodenominada com um executivo presidencial, a Venezuela concede poderes significativos ao presidente. O presidente controla efetivamente o ramo executivo, representa o país no exterior e nomeia o gabinete e, com a aprovação da Assembleia Nacional, os juízes do Tribunal Supremo de Justiça. O presidente também é o comandante em chefe das Força Armada Nacional Bolivariana da Venezuela (FANB).
Os poderes e obrigações do presidente da Venezuela são estabelecidos, limitados e enumerados pelos artigos 236 e 237 da constituição:
1. Cumprir e fazer cumprir a Constituição e a lei.
2. Dirigir a atividade do Governo.
3. Nomear e remover o Vice-Presidente Executivo e os Ministros do Gabinete.
4. Dirigir as relações internacionais da República e assinar e ratificar tratados, acordos ou convenções internacionais.
5. Dirigir as Forças Armadas Nacionais na sua qualidade de Comandante-em-Chefe, exercer Autoridade hierárquica suprema sobre as mesmas e estabelecer o seu contingente.
6. Exercer o comando supremo sobre as Forças Armadas Nacionais, promover seus oficiais ao posto de coronel ou capitão de navio e acima, e nomeá-los para os cargos a eles exclusivamente reservados.
7. Declarar estados de exceção e ordenar a restrição de garantias nos casos previstos na Constituição.
8. Emitir decretos executivos com força de lei, sujeitos a autorização prévia por uma lei habilitante.
9. Convocar sessões extraordinárias da Assembleia Nacional.
10. Emitir regulamentos para a aplicação das leis, total ou parcialmente, sem alterar o espírito, propósito e razão de ser das leis.
11. Administrar o Tesouro Público Nacional.
12. Negociar empréstimos nacionais.
13. Ordenar dotações extraordinárias ao orçamento, sujeitas a autorização prévia da Assembleia Nacional ou do Comitê Delegado.
14. Firmar contratos de interesse nacional, sujeitos a esta Constituição e leis aplicáveis.
15. Designar, com autorização prévia da Assembleia Nacional ou do Comitê Delegado, o Procurador-Geral da República e os chefes das missões diplomáticas permanentes.
16. Designar e remover aqueles funcionários cuja nomeação é feita a seu critério pela Constituição ou pela lei aplicável.
17. Dirigir relatórios ou mensagens especiais à Assembleia Nacional, pessoalmente ou através do Vice-Presidente Executivo.
18. Formular o Plano Nacional de Desenvolvimento e, sujeito à aprovação prévia da Assembleia Nacional, dirigir a implementação do mesmo.
19. Conceder indultos.
20. Determinar o número, organização e competência dos Ministérios e outros órgãos que compõem o Ramo Administrativo Público Nacional, bem como a organização e funções dos Ministros de Gabinete, dentro dos princípios e diretrizes estabelecidos na lei orgânica pertinente.
21. Dissolver a Assembleia Nacional no caso previsto pela Constituição.
22. Convocar referendos nos casos previstos na presente Constituição.
23. Convocar e presidir reuniões do Conselho de Defesa Nacional.
24. Quaisquer outros poderes atribuídos ao presidente pela Constituição e pela lei.

## Requisitos

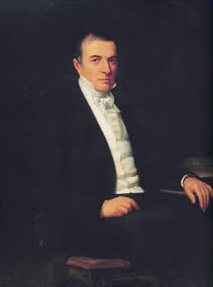
Cristóbal Mendoza, primeiro presidente da Venezuela em 1811. Quadro pintado por Martín Tovar y Tovar.

De acordo com os artigos 227 e 229 da Constituição da Venezuela, adotada em 1999, os seguintes requisitos devem ser atendidos para se tornar Presidente da Venezuela:
- Ser um cidadão venezuelano por nascimento e não possuir outra nacionalidade.
- Ter pelo menos 30 anos de idade no momento da eleição.
- Não estar sujeito a qualquer condenação por sentença definitiva.
- Não ser Ministro, governador, prefeito ou vice-presidente da República desde o dia em que a candidatura é anunciada até o dia da eleição.

## Limites de mandatos
O atual mandato presidencial é de seis anos, com o recurso constitucionalmente garantido de realizar um referendo revogatório popular a qualquer momento dentro dos últimos três anos de um mandato presidencial. Um referendo realizado em 2009 removeu as restrições anteriores que limitavam o presidente a dois mandatos.
De 1958 a 1999, o mandato presidencial era de cinco anos. Um presidente em exercício não só era impedido de se reeleger imediatamente, como também não podia se candidatar novamente por 10 anos (equivalente a dois mandatos completos) após deixar o cargo.

## Última eleição
Maduro venceu as eleições com 67,8% dos votos. Contudo, boa parte dos partidos de oposição boicotaram a eleição, chamando-a de ilegítima. Vários países do mundo, como Estados Unidos e Brasil, também não reconheceram o resultado.
| Partido                                                                | Partido      | Candidato       | Votos     | Votos (%) |
| ---------------------------------------------------------------------- | ------------ | --------------- | --------- | --------- |
|                                                                        | PSUV         | Nicolás Maduro  | 6 205 875 | 68,12%    |
|                                                                        | AV           | Henri Falcón    | 1 920 597 | 21,08%    |
|                                                                        | Independente | Javier Bertucci | 983 140   | 10,79%    |
| Totais                                                                 | Totais       | Totais          | 9 109 612 |           |
| Participação                                                           | Participação | Participação    | 9 109 612 | 46,07%    |
| Fonte: Divulgación Elección Presidencial - Comissão Eleitoral Nacional |              |                 |           |           |

## Países que reconhecem Juan Guaidó como presidente interino da Venezuela
Bolívia (a partir do governo de Jeanine Áñez), Estados Unidos, Argentina, Canadá, Chile, Colômbia, Costa Rica, Equador, Guatemala, Honduras, Panamá, Paraguai, Peru, Austrália, Israel, Reino Unido, Espanha, Alemanha, França, Dinamarca, Suécia, Áustria, Holanda, Portugal, Coreia do Sul e Japão (Durante o governo Bolsonaro Guaidó era reconhecido como presidente interino da Venezuela). Esse reconhecimento é simbólico, já que Guaidó é presidente da Assembleia nacional em desacato, ou seja, suas medidas são nulas perante ao poder judiciário, além da grande maioria da população 68,12%, ter votado em Maduro na eleição de 2018.

## Países que não reconhecem Juan Guaidó como presidente interino da Venezuela
Rússia, Cuba, México, Nicarágua, Turquia, China, Irã e Brasil (A partir da posse de Lula.)
À época do mandato de Evo Morales, a Bolívia havia apoiado o mandato de Maduro.